# Gallegos del Río
Gallegos del Río – gmina w Hiszpanii, w prowincji Zamora, w Kastylii i León, o powierzchni 77,79 km². W 2011 roku gmina liczyła 601 mieszkańców.